# Grammitis bufonis
Grammitis bufonis är en stensöteväxtart som beskrevs av L.D. Gómez. Grammitis bufonis ingår i släktet Grammitis och familjen Polypodiaceae. Inga underarter finns listade.